# Brycinus
Brycinus är ett släkte av fiskar. Brycinus ingår i familjen Alestidae.

## Dottertaxa tillBrycinus, i alfabetisk ordning[1]
- Brycinus abeli
- Brycinus affinis
- Brycinus bartoni
- Brycinus batesii
- Brycinus bimaculatus
- Brycinus brevis
- Brycinus carmesinus
- Brycinus carolinae
- Brycinus derhami
- Brycinus ferox
- Brycinus fwaensis
- Brycinus grandisquamis
- Brycinus humilis
- Brycinus imberi
- Brycinus intermedius
- Brycinus jacksonii
- Brycinus kingsleyae
- Brycinus lateralis
- Brycinus leuciscus
- Brycinus longipinnis
- Brycinus luteus
- Brycinus macrolepidotus
- Brycinus minutus
- Brycinus nigricauda
- Brycinus nurse
- Brycinus opisthotaenia
- Brycinus peringueyi
- Brycinus poptae
- Brycinus rhodopleura
- Brycinus sadleri
- Brycinus schoutedeni
- Brycinus taeniurus
- Brycinus tessmanni
- Brycinus tholloni